# Мирослав Стевић
Мирослав Стевић (Љубовија, 7. јануар 1970) је бивши српски фудбалер и национални репрезентативац. Играо је као дефанзивни везни.

## Клупска каријера
Сениорску каријеру је започео у Братству из Братунца, одакле као талентован играч долази у Партизан. Није успео да се наметне међу црно-белима и одиграо је само 4 утакмице током сезоне 1988/89. Након тога одлази у Рад где постаје стандардан првотимац. 
На полусезони 1991/92. одлази у Грасхопер. До краја сезоне одиграо је 9 мечева са њима и онда одлази у Динамо Дрезден. Са њима је провео две сезоне као стандардан првотимац. Након тога следи четири и по сезоне у редовима Минхена 1860. Почетком 1999. долази у Борусију Дортмунд где остаје до 2002. Једну сезону је провео у Фенербахчеу и након тога се вратио у Немачку и играо по једну и по сезону за Бохум и за друголигаша Унтерхахинг где је завршио каријеру 2006. године.

## Репрезентација
За репрезентацију Југославије одиграо је укупно 6 утакмица. Био је члан репрезентације на Светском првенству 1998.